# 장고웅
장고웅(張高雄, 1945년 ~ )은 대한민국의 전 코미디언, 배우, 진행자, 프로듀서이다. 연예기획사 신촌뮤직을 창립한 기업인이었으며, 가수 박효신, 양파, 박화요비, 패닉 등을 발굴했다.

## 출연작

### TV 프로그램
- MBC 코미디 대행진 (1975년)
- MBC 스타쇼 (1976년)
- MBC 즐거운 주말열차 (1977년)
- MBC 웃으면 복이와요 (1977년)
- MBC 인기 청백전 (1977년)
- CBS CBS 가요쇼 (1977년)
- MBC 조용필 쇼 (1980년)
- MBC 폭소대작전 (1982년)

### 영화
- 부부교대 (1972년)
- 걷지말고 뛰어라 (1976년)
- 난 모르겠네 (1980년)
- 여자는 괴로워 (1981년)
- 0번 아가씨 (1981년)
- 칙칙이의 내일은 참피온 (1991년)

## 음반 활동
- 이승철 1집 (1989년) - 프로듀서
- 박광현 1집 (1989년) - 프로듀서
- 여름사냥 1집 (1990년) - 프로듀서
- 김동환 3집 (1991년) - 프로듀서
- DJ DOC 3집 (1995년) - 제작
- 패닉 1집~2집 (1995년~1996년) - 제작
- 김기하 1집 (1996년) - 제작
- 양파 1집 (1997년) - 제작
- 박화요비 1~5집 (1999년~2006년) - 제작
- 박효신 1~3집 (2000년~2002년) - 제작
- 김종욱 1집 (2007년) - 제작